# Елчо (переписна місцевість, Вісконсин)
Елчо (англ. Elcho) — переписна місцевість (CDP) в США, в окрузі Ланґлейд штату Вісконсин. Населення — 327 осіб (2020).

## Географія
Елчо розташоване за координатами 45°26′12″ пн. ш. 89°11′20″ зх. д. / 45.43667° пн. ш. 89.18889° зх. д. (45.436765, -89.188825).  За даними Бюро перепису населення США в 2010 році переписна місцевість мала площу 3,11 км², з яких 2,75 км² — суходіл та 0,35 км² — водойми.

## Демографія
Згідно з переписом 2010 року, у переписній місцевості мешкало 339 осіб у 161 домогосподарстві у складі 93 родин. Густота населення становила 109 осіб/км².  Було 199 помешкань (64/км²).
Расовий склад населення:
| - 95,3 % — білих - 0,9 % — корінних американців |

До двох чи більше рас належало 3,5 %. Частка іспаномовних становила 2,7 % від усіх жителів.
За віковим діапазоном населення розподілялося таким чином: 23,0 % — особи молодші 18 років, 54,0 % — особи у віці 18—64 років, 23,0 % — особи у віці 65 років та старші. Медіана віку мешканця становила 45,6 року. На 100 осіб жіночої статі у переписній місцевості припадало 89,4 чоловіків;  на 100 жінок у віці від 18 років та старших — 94,8 чоловіків також старших 18 років.
Середній дохід на одне домашнє господарство  становив 51 380 доларів США (медіана — 38 875), а середній дохід на одну сім'ю — 65 847 доларів (медіана — 55 972). Медіана доходів становила 31 016 доларів для чоловіків та 26 731 долар для жінок. За межею бідності перебувало 14,4 % осіб, у тому числі 0,0 % дітей у віці до 18 років та 0,0 % осіб у віці 65 років та старших.
Цивільне працевлаштоване населення становило 163 особи. Основні галузі зайнятості: освіта, охорона здоров'я та соціальна допомога — 36,8 %, виробництво — 14,7 %, роздрібна торгівля — 12,3 %, мистецтво, розваги та відпочинок — 11,7 %.